# Донской, Александр Викторович
Алекса́ндр Ви́кторович Донско́й (род. 10 июня 1970, Архангельск) — мэр Архангельска с марта 2005 по февраль 2008 года. В конце октября 2006 года Донской публично сообщил о своих планах выдвижения на пост президента России. В отношении Донского были возбуждены уголовные дела и он был по решению суда арестован.
Предприниматель. Основатель корпорации развлечений Big-Funny — сети музеев, выставок и аттракционов в США, Европе, России и на Ближнем Востоке.

## Биография
Окончил Стокгольмскую школу экономики и Северный институт предпринимательства. Работал генеральным директором торговой сети продовольственных магазинов ООО «Сезон». 13 марта 2005 года Донской, набрав 44657 (38,65 %) голосов избирателей, был избран мэром города Архангельска. Участие в выборах приняли около 39,60 % избирателей. Всего на пост претендовали 10 кандидатов, действующий мэр Олег Нилов на второй срок не баллотировался.
На выборах независимый кандидат Донской победил члена партии «Единая Россия» Петра Орлова.

### Уголовное дело
Долгое время Донской и губернатор Киселёв вели политическую борьбу между собой. Многие[кто?] связывают преследование Донского именно с этим конфликтом, а помещение мэра в следственный изолятор — с опубликованием компромата на губернатора в период, когда президентом России решался вопрос о переназначении Киселёва на новый срок (назначение не состоялось).
28 ноября 2006 года первый заместитель прокурора Архангельской области Александр Евграфов заявил, что в ходе проверки, проведённой органами внутренних дел по заявлению некоего гражданина, выяснилось, что летом 2004 года Донской получил диплом Северной академии предпринимательства без прохождения курса обучения.
5 декабря 2006 года прокуратурой Архангельской области против Донского было возбуждено уголовное дело по части 3 статьи 327 УК РФ «использование заведомо подложного документа». На следующий день мэр направил заявления о защите своей чести и достоинства в Архангельский городской суд, в Генеральную прокуратуру России, а также в адрес руководства страны. 8 декабря прибыл в областную прокуратуру для дачи показаний по уголовному делу.
19 декабря 2006 года прокуратура Архангельской области проводила обыск в здании городской мэрии, где изымались документы, печати, бланки, жёсткие диски компьютеров. 17 января 2007 года обыск прошёл уже в личной квартире мэра.
18 июля 2007 года Донской был задержан и помещён в следственный изолятор, но чуть более, чем через сутки, судья изменил меру пресечения и обвиняемый, покинув зал суда, отправился домой. С тех пор несколько раз мэр города помещался в изолятор и освобождался под подписку о невыезде.
29 февраля 2008 года Архангельский областной суд отклонил кассационную жалобу адвокатов мэра Архангельска Александра Донского на приговор по делу о поддельном дипломе. Вынесенный в январе 2008 года приговор вступил в силу, Донской был приговорён к штрафу 70 тысяч рублей и году заключения условно, также по закону он вынужден освободить пост мэра. В этот же день Александр Донской подал заявление об отставке.
6 марта 2008 года был вынесен последний приговор по «Делу Донского», по «охранному» делу суд приговорил Донского к трем годам условно и освободил его в зале суда. Экс-мэру было запрещено занимать выборные должности в течение двух лет, таким образом, он не мог участвовать в ближайших выборах мэра города.

### Выборы в Госдуму в 2011 году
Александр Донской возглавил региональную группу № 33 (Архангельская и Калининградская области) партии «Яблоко» на выборах в Государственную Думу 2011 года. 11 октября 2011 года, на своей странице в социальной сети Александр Донской сообщил, что председатель партии «Яблоко» Сергей Митрохин попросил его написать заявление об отказе от участия в выборах в Государственную думу, якобы в связи с угрозой Кремля не зарегистрировать подписные листы и тем самым не допустить партию «Яблоко» до думских выборов. Сам Митрохин объяснил это тем, что опасается репутационных потерь и чёрного пиара, так как Донской якобы утаил от московского руководства партии свою судимость в 1992 году по ч. 1 ст. 145 (Грабёж). 24 октября 2011 года на заседании Центризбиркома Александр Донской был исключён из списка партии «Яблоко».

### Музей эротики
Летом 2011 года основал в Москве Музей эротического искусства «Точка G». В музее представлено более 3000 экспонатов — от древних до современных. В своём блоге Донской заявил, что это единственный музей в Москве,
работающий ежедневно и круглосуточно[значимость факта?].
В 2012 году филиал музея открылся в Санкт-Петербурге на Невском проспекте, однако он называется уже «Эротический лабиринт „Точка G“». В конце августа 2013 года Донской инициировал открытие в Петербурге «Музея Власти» на Невском проспекте, где он являлся куратором. Музей, в котором представлялись портреты представителей власти, был закрыт и опечатан накануне саммита G-20 после посещения его депутатом ЗАКСа Виталием Милоновым.

### Crazy Toilet
В начале ноября 2015 года на Арбате Донской открыл кафе с оформлением на туалетную тематику (аналог Ddong Cafe в Сеуле, Южная Корея). Девятого ноября, в официальной группе заведения во ВКонтакте был опубликован скандальный видеоролик, на котором группа учащихся младших классов в кадетской форме исполняла песню «Честь имею!» находясь в данном кафе. По поводу произошедшего автор песни Ольга Дубова обратилась с открытым письмом к президенту России В. В. Путину с просьбой провести расследование инцидента. Вскоре кафе было зыкрыто, а на его месте А. Донской открыл новое фан-кафе «Красти Краб» на тему мультфильма Губка Боб Квадратные Штаны.

## Семья
Разведён. Младшая дочь Эвита учится в САФУ по направлению подготовки «Юриспруденция» на коммерческой основе[значимость факта?].
Сын Александр (умер 22 ноября 2020 года от малярии после поездки на остров Занзибар в Танзании, Восточная Африка). Основатель компании Big Funny, владеющей сетью развлекательных проектов «Зеркальный лабиринт», «Дом вверх дном», «Лабиринт страха» в России и за рубежом.